# Charlotte McKinney
Charlotte McKinney (1993) is een Amerikaans model.

## Biografie
McKinney begon op 17-jarige leeftijd aan haar modellencarrière. Ze deed modellenwerk voor verschillende grote merken zoals Guess. In 2015 werd ze wereldwijd bekend door de reclame die ze maakte voor fastfoodketen Carl Jr. Deze reclame zou uitgezonden worden tijdens de pauze van de Super Bowl, maar de reclame met de schaars geklede McKinney werd enkel toegelaten in de Westelijke Staten van de Verenigde Staten. 